# Wings of a Butterfly
"Wings of a Butterfly" (lançada como "Rip Out the Wings of a Butterfly" no álbum) é uma canção da banda finlandesa HIM. É o primeiro single de seu quinto álbum de estúdio lançado em de 2005, Dark Light.

## Paradas
| Paradas                 | Posições |
| ----------------------- | -------- |
| Finlândia - Mitä hittiä | 1        |
| Espanha - PROMUSICAE    | 3        |